# Wilhelm Degener
Wilhelm Degener (* 1953) ist ein deutscher Jurist und emeritierter Hochschullehrer.

## Leben
Wilhelm Degener wurde 1983 an der Universität Hamburg zum Dr. iur. promoviert und habilitierte sich 1999/2000 an der Universität Münster. Von 2006 bis 2019 lehrte er als Professor für Strafrecht und Strafprozessrecht an der Universität Hamburg; von 2011 bis 2014 gehörte er dort dem Fachbereich Strafrecht und Kriminologie an, von 2015 bis 2019 dem Fachbereich Strafrecht. Im Jahr 2019 wurde er emeritiert.

## Publikationen (Auswahl)
- Grundsatz der Verhältnismäßigkeit und strafprozessuale Zwangsmaßnahmen. Dissertation, Duncker und Humblot, Berlin 1985, ISBN 3-428-05745-7.
- Die Lehre vom Schutzzweck der Norm und die strafgesetzlichen Erfolgsdelikte. Zugl. Habilitationsschrift. Nomos, Baden-Baden 2001, ISBN 3-7890-7041-6.
- als Hrsg. mit Michael Heghmanns: Festschrift für Friedrich Dencker zum 70. Geburtstag. Mohr Siebeck, Tübingen 2012, ISBN 978-3-16-151725-9.
- Gerhard Fezer als Verfechter des systematischen und liberal-rechtsstaatlichen Strafprozessrechts. In: Rainer Nicolaysen (Hrsg.):  Zum Gedenken an Gerhard Fezer (1938-2014). Hamburg 2016, ISBN 978-3-943423-37-2, S. 27–43.
- mit Anna Helena Albrecht, Hans Joachim Rudolphi, Ellen Schlüchter, Jürgen Wolter: SK-StPO. Systematischer Kommentar zur Strafprozessordnung. Mit GVG und EMRK. Carl Heymanns Verlag, Hürth, 2010.